# Leonidas Papas
Leonidas Papas (gr. Λεωνίδας Παππάς; ur. 25 października 1967 w Salonikach) – grecki zapaśnik walczący w stylu klasycznym. Olimpijczyk z Barcelony 1992, gdzie zajął jedenaste miejsce w kategorii 82 kg.
Siódmy w mistrzostwach Europy w 1991. Brązowy medalista igrzysk śródziemnomorskich w 1991. Drugi w Pucharze Świata w 1991 roku.
- Turniej w Barcelonie 1992

Przegrał z Martialem Mischlerem z Francji i Goranem Kasumem z byłej Jugosławii występującym na tych igrzyskach jako niezależny pod flagą olimpijską.